# Championnats d'Europe de karaté 1995
Les championnats d'Europe de karaté 1995 sont des championnats internationaux de karaté qui ont eu lieu à Helsinki, en Finlande, du 5 au 7 mai 1995. Cette édition a été la trentième des championnats d'Europe de karaté seniors organisés par la Fédération européenne de karaté chaque année depuis 1966. Un total de 435 athlètes provenant de 37 pays y ont participé.

## Résultats

### Épreuves individuelles

#### Kata
| Rang | Pays    | Karatéka        |
| ---- | ------- | --------------- |
| 1    | France  | Michaël Milon   |
| 2    | Espagne | Luis Maria Sanz |
| 3    | Italie  | Pasquale Acri   |

| Rang | Pays      | Karatéka           |
| ---- | --------- | ------------------ |
| 1    | Slovaquie | Marcela Remiasova  |
| 2    | Allemagne | Schahrzad Mansouri |
| 3    | Italie    | Cinzia Colaiacomo  |

#### Kumite

##### Kumite masculin
| Rang | Pays   | Karatéka    |
| ---- | ------ | ----------- |
| 1    | France | Damien Dovy |
| 2    | ?      | ?           |
| 3    | ?      | ?           |

| Rang | Pays   | Karatéka           |
| ---- | ------ | ------------------ |
| 1    | France | Alexandre Biamonti |
| 2    | ?      | ?                  |
| 3    | ?      | ?                  |

| Rang | Pays   | Karatéka             |
| ---- | ------ | -------------------- |
| 1    | Italie | Massimiliano Oggianu |
| 2    | ?      | ?                    |
| 3    | ?      | ?                    |

| Rang | Pays        | Karatéka   |
| ---- | ----------- | ---------- |
| 1    | Royaume-Uni | Wayne Otto |
| 2    | ?           | ?          |
| 3    | ?           | ?          |

| Rang | Pays   | Karatéka        |
| ---- | ------ | --------------- |
| 1    | France | David Benetello |
| 2    | ?      | ?               |
| 3    | ?      | ?               |

| Rang | Pays    | Karatéka     |
| ---- | ------- | ------------ |
| 1    | Croatie | Enver Idrizi |
| 2    | ?       | ?            |
| 3    | ?       | ?            |

| Rang | Pays   | Karatéka         |
| ---- | ------ | ---------------- |
| 1    | France | Christophe Pinna |
| 2    | ?      | ?                |
| 3    | ?      | ?                |

##### Kumite féminin
| Rang | Pays           | Karatéka                       |
| ---- | -------------- | ------------------------------ |
| 1    | Italie         | M. Manni                       |
| 2    | Espagne        | Rosa Ortega                    |
| 3    | Turquie France | Nurhan Firat Sophie Jeanpierre |

| Rang | Pays            | Karatéka                 |
| ---- | --------------- | ------------------------ |
| 1    | France          | Sonia Pallin             |
| 2    | Angleterre      | Julliet Tonin            |
| 3    | Espagne Turquie | Carmen Garcia Leya Gedik |

| Rang | Pays     | Karatéka      |
| ---- | -------- | ------------- |
| 1    | Finlande | T. Tuulijvari |
| 2    | ?        | ?             |
| 3    | ?        | ?             |

| Rang | Pays     | Karatéka   |
| ---- | -------- | ---------- |
| 1    | Finlande | Sari Laine |
| 2    | ?        | ?          |
| 3    | ?        | ?          |

## Épreuves par équipe

### Kata par équipe
| Rang | Pays    | Karatékas                                      |
| ---- | ------- | ---------------------------------------------- |
| 1    | France  | Yves Bardreau, Michaël Milon et Laurent Riccio |
| 2    | Espagne |                                                |
| 3    | Italie  |                                                |

| Rang | Pays    |
| ---- | ------- |
| 1    | Espagne |
| 2    | France  |
| 3    | Italie  |

### Kumite par équipe
| Rang | Pays       | Karatékas                                                                  |
| ---- | ---------- | -------------------------------------------------------------------------- |
| 1    | France     | Romain Anselmo, Michaël Braun, Alain Varo et Alexandre Biamonti, notamment |
| 2    | Angleterre |                                                                            |
| 3    | Espagne    |                                                                            |
| 3    | Finlande   |                                                                            |

| Rang | Pays     | Karatékas                    |
| ---- | -------- | ---------------------------- |
| 1    | Finlande |                              |
| 2    | France   | Sonia Pallin notamment       |
| 3    | Italie   | Chiara Stella Bux, notamment |
| 3    | Espagne  |                              |